# SolarCity
SolarCity是全美國最大的太陽能發電公司，專門發展家用及商業光伏發電項目，總部位於美國加利福尼亞州圣马特奥。SolarCity為美国太陽能發電系統供應商龍頭，提供系統設計、安装以及融资、施工監督等全面的太陽能服務，以低於電力公司的價格向客戶供電。現時，公司員工人數超過14,000人。
自2006年成立以來，SolarCity發展迅速，太陽能安裝項目從2009年的440百萬瓦(MW)急增至2014年的6,200百萬瓦(MW)，並於2012年12月在美国纳斯达克上市 (股票代號SCTY)，融资9200万美元。至2016年為止，SolarCity擁有超過33萬客戶，遍佈全美27個州份。除了太陽能業務外，SolarCity亦跟特斯拉汽車 (Tesla Motors) 合作，提供家用能源儲備產品Powerwall，配合太陽能板使用。 2016年11月17日，特斯拉汽車以26億美元收購SolarCity，為太陽能業史上最龐大的交易，SolarCity亦正式成為特斯拉汽車旗下的公司。
2017年2月，特斯拉汽車亦正式更名為特斯拉 (Tesla Inc.)，進一步把電動汽車業務，拓展到住宅及商業太陽能蓄電系統領域，打造為清潔能源企業。

## 公司歷史
SolarCity成立於2006年，創辦人為Lyndon Rive及Peter Rive。成立太陽能公司這個概念主要是源自Lyndon的表兄伊隆马斯克 (Elon Musk)，而Elon Musk亦成為了SolarCity的主席，Lyndon擔任行政總裁。在營運初期，SolarCity早已帶領市場，成為家用太陽能光伏发电项目的龍頭，提供多項全面的服務，包括安装、系统设计、融资、及施工监督。
SolarCity於2012年集資上市，正式成為全美國最大的太陽能公司，擁有最高的市場佔有率。
此外，SolarCity於2014年首次發行總值約200萬美元的太陽能債券，為美國市場史上第一款太陽能能源債券。 2016年3月，Elon Musk旗下的太空探索科技公司SpaceX購入超過90萬美元的股份。而Elon Musk本人則持有約22%的股份。
2016年6月，Elon Musk創辦的特斯拉汽車Tesla Motors出價28億美元提出收購SolarCity，目標是打造世界最大的再新能源公司，整合提供太陽能面板、家用儲能設備，以及電動汽車。同年8月，SolarCity接受Tesla Motors提出的收購方案，收購金額為26億美元。

## 特斯拉收購
2016年6月21日，特斯拉汽車 (Tesla Motors) 宣佈以全股票的方案出價收購SolarCity，收購價為每股26.50至28.50美元，較SolarCity週二的收盤價21.19美元有25%至35%的溢價率，交易總價值為28億美元。 SolarCity董事長伊隆馬斯克 (Elon Musk) 表示，收購SolarCity將使特斯拉轉型成為“全球唯一垂直整合的能源公司，向客戶提供端到端的清潔能源產品”，包括太陽能面板、家用儲能設備，以及電動汽車。 SolarCity承認特斯拉的收購提議，並表示將仔細評估特斯拉的收購報價。特斯拉表示，只願在友好基礎上進行交易。
收購消息公佈後，SolarCity股價盤後大漲15.62%，特斯拉盤後則重挫12%。該公司2016年6月22日收跌0.04%，報219.61點。特斯拉宣佈以總價最高28.6億美元收購太陽能公司SolarCity之後，特斯拉公司股價大跌超過10%。對於這兩家大股東都是伊隆·馬斯克的兄弟公司之間的收購，外界爭議聲很大。值得註意的是，特斯拉首席執行官Elon Musk目前是兩家公司的第一大股東，同時兼任董事會主席。 SolarCity聯合創始人、首席執行Lyndon Rive則是Elon Musk的堂兄弟。
Elon Musk本人表示，從現金流的觀點看，SolarCity非常健康，且今年的現金流將會轉正。他同時表示此交易是創建一家清潔能源公司長期計劃 (Master Plan) 的一部分，未來的特斯拉將會利用必然趨勢，讓所有的機車變為電動車，且消費者能夠享用到太陽能。
雙方股東於2016年11月17日投票通過收購方案，SolarCity正式被納入成為Tesla Motors旗下的子公司。

## 商业模式
1. 光伏发电系统安装及销售
2. SolarCity通过将屋顶光伏发电系统租赁（经营性租赁）给用户收取租金
3. 節能服務 [4]